# I'll
아일(I'll, 1994년 11월 13일 ~ )은 대한민국의 싱어송라이터이다.

## 생애

### 유년기
1994년 11월 13일 서울에서 태어났다. 4살 때부터 피아노를 시작하였고, 기타는 형을 따라 독학으로 익혔다. 어머니는 두 아들이 클래식 음악을 전공하기를 원했으나 후에 둘 다 대중음악으로 진출하게 되었다.

### 학력
미국 버클리 음악 대학 피아노과(부전공 작곡) 3학년을 마치고 휴학 중이다. 클래식 피아노에서 재즈피아노로 방향을 바꿔 미국에서 유학하였다. 피아노와 작곡에 관심이 있어 진학했으나 대학에서 스쿨밴드 활동을 하면서 노래를 시작하면서, 싱어송라이터의 꿈을 갖게 되었다. 콜드플레이, 시규어 로스, 김동률의 영향을 받았다.

## 활동
2017년 11월 1일, 디지털 싱글 〈Are you there〉를 발표하며 솔로 활동을 시작하였다. 첫 싱글인 《MAYBE WE ARE》의 선공개 곡으로, 이 음반의 발매를 앞두고 일본 타워레코드 이케부쿠로 점 매장 내 특별 무대에서 데뷔 앨범 발매 행사와 미니 라이브를 개최하였다.
2017년 11월 22일, 첫 번째 싱글 《MAYBE WE ARE》를 발매하였다. 친형인 노민우가 입대하기 전 직접 프로듀싱을 맡았으며, 타이틀 곡인 〈I Don't Want U Back〉을 포함하여 수록곡은 세 곡이다. 그 중 〈Are you there〉는 베스킨라빈스의 '엄마는 외계인'이라는 아이스크림 광고를 보면서 우주 저 편에 진짜 외계의 사람들이 살고 있는 건 아닐까 생각하며 만든 노래이며, 〈my love, I still〉은 사랑하는 어머니가 암일지도 모른다는 사전진단을 받고 어머니를 생각하며 만든 노래이다.
2018년 1월 21일에 주니엘이 피처링한 디지털 싱글 〈그해 겨울〉을 발표하였다. 3월 14일, 두 번째 싱글 《To my dear》를 발표하였다. 수록곡 중 〈Shining love〉는 노민우 주연의 드라마 나의 유감스러운 남자친구에 삽입되었던 곡으로, 노민우가 작곡하였으며, 당시 아일은 버클리음대에 재학하며 "snowman"이란 이름으로 활동하고 있었다.
2019년 4월부터 7월까지 방영된 JTBC 슈퍼밴드에 참가하여 '호피폴라'라는 밴드를 결성하며 우승하였다. 이후 2019년 7월 8일, MBC 드라마 검법남녀 2 OST 〈POISON〉이 발매되었다.

## 음반 목록

### 싱글
| 순서 | 정보                                        | 트랙 리스트                                                 |
| ---- | ------------------------------------------- | ----------------------------------------------------------- |
| 1    | 《Maybe We Are》 - 발매일: 2017년 11월 22일 | 1. Are You There 2. I Don't Want U Back 3. My Love, I Still |
| 2    | 《To My Dear》 - 발매일: 2018년 3월 14일    | 1. Shining Love 2. To My Dear 3. 그 해 겨울 (Solo Ver.)     |
| 3    | 《너와 내가》 - 발매일: 2020년 3월 17일     | 1. 너와 내가 2. 너와 내가 (Inst.)                           |

### OST
|   | 정보                                                 | 곡 제목                                             |
| - | ---------------------------------------------------- | --------------------------------------------------- |
| 1 | 검법남녀2 OST Part 3. - 출시일: 2019년 7월 9일       | 1. POISON 2. POISON (Inst.)                         |
| 2 | 배가본드 OST Part 3. - 출시일: 2019년 10월 4일       | 1. Breaking Dawn 2. Breaking Dawn (Inst.)           |
| 3 | 오 마이 베이비 OST Part 1. - 출시일: 2020년 5월 14일 | 1. Love Is All Around 2. Love Is All Around (Inst.) |
| 4 | 좀비 탐정 OST Part 1. - 출시일: 2020년 10월 7일      | 1. Be ok 2. Be ok (Inst.)                           |

## 음반 외 활동

### 방송
- 2019.4.12.: 슈퍼밴드 에피소드 1 “Cody’s song”
- 2019.5.3 : 슈퍼밴드 에피소드 4 "봄날"
- 2019.5.10. : 슈퍼밴드 에피소드 5 “Castle on the hill”
- 2019.5.31. : 슈퍼밴드 에피소드 8 “1000×”
- 2019.6.14. 슈퍼밴드 에피소드 10 “Creep”
- 2019.6.28. 슈퍼밴드 에피소드 12 “Hoppipolla”/ 밴드 "호피폴라" 결성
- 2019.7.5. 슈퍼밴드 에피소드 13 “Wake me up”
- 2019.7.12. 슈퍼밴드 에피소드 14 “One more light”우승, 초대 슈퍼밴드 등극
- 2019. 9. 대전mbc 더 콘서트: 오롯이 당신 1회 출연
- 2019. 9. 28. KBS 불후의 명곡 422회 이은미편 출연
- 2019. 10. 5. KBS 불후의 명곡 423회 코요태편 출연 - "실연"으로 호피폴라 우승
- 2019. 12. 6. jtbc 슈가맨3 출연
- 2019. 12. 14. & 12. 21. KBS 불후의 명곡 왕중왕전 출연 (433회, 434회) - "백만송이 장미"로 2부 우승
- 2020. 3. 10. mnet 스튜디오 음악당 출연 (8화)
- 2020. 3. 8 & 3.15 mbc 미스터리 음악쇼 복면가왕 출연 (245회, 246회) - "가왕석으로 들이대! 막 들이대! 호랑나비"
- 2020. 4. 12. KBS 열린음악회 - 호피폴라 출연

### 라디오
- 2019. 7. 24. 팟캐스트 "라디오가 없어서" 출연
- 2019.7.26. : SBS 파워FM “최화정의 파워타임”보이는 라디오 출연
- 2019.11.6. : EBS "이승열의 세계음악기행" 출연
- 2019. 12. 4. EBS "이승열의 세계음악기행"에 호피폴라 멤버로 출연
- 2019. 12. 25. mbc "굿모닝 FM 장성규입니다" 출연
- 2020년 4-5월 매주 화요일 KBS cool FM <박원의 키스 더 라디오> '연주의 방' 출연
- 2020. 4. 24. KBS cool FM <박원의 키스 더 라디오> '키스 더 음감회' 호피폴라 출연
- 2020. 4. 27. 네이버 NOW <이장원의 6시 5분 전> 호피폴라 출연

### 공연
- 2019.7.20.-21 : 그린플러그드 동해 2019(망상해수욕장)
- 2019.7.27.-28 : 2019 부산 락페스티벌 (삼락생태공원)
- 2019.8.3. : 슈퍼밴드 콘서트 / 서울(고대화정체육관) 2회 공연
- 2019.8.9. “크리에이터위크” 개막축하공연 (코엑스)
- 2019.8.10. 슈퍼밴드 콘서트 광주(김대중컨벤션센터) 1회
- 2019.8.17. 슈퍼밴드 콘서트 부산(부산 KBS홀) 2회
- 2019.8.18. KBS 2019평화음악회 "꿈을 꾸다" 생방송 출연
- 2019.8.24. 슈퍼밴드 콘서트 수원(경희대체육관) 2회
- 2019.8.31. 썸데이 페스티발(한강난지공원)
- 2019.9.8. 슈퍼밴드 콘서트 대구(EXCO) 1회
- 2019. 12. 25. 슈퍼밴드 TOP3 콘서트 부산 (부산 벡스코 제1전시장 1홀)
- 2019. 12. 28-29. 슈퍼밴드 TOP3 콘서트 서울 (잠실실내체육관)
- 2020. 1. 11. 슈퍼밴드 TOP3 콘서트 수원 (수원컨벤션센터)

### 팬미팅
- 2019. 9. 21. Welcome to I'll Land , 성신여대 운정그린캠퍼스 대강당